# Hematoma subungueal
El hematoma subungueal es una acumulación de sangre debajo de la uña ocasionado generalmente por una hemorragia tras un golpe en la falange distal de un dedo de la mano o del pie. La sangre en lugar de salir al exterior se acumula debajo de la uña y le da a esta un aspecto negro característico.

## Etiología
Suele deberse a un traumatismo agudo en la última falange o a traumatismos repetitivos por fricción que son típicos de los corredores, marchadores y deportistas en general.  Los zapatos de tacón alto y terminados en punta o los zapatos con punta de acero que se emplean como protección en determinadas actividades laborales favorecen la aparición de hematoma subungueal en los dedos de los pies.

## Clínica
Puede provocar un dolor punzante en la yema  del  dedo que adopta un color característico  negro-azulado por el hematoma que se forma debajo de la uña. 

## Diagnóstico diferencial
El hematoma subungueal debe distinguirse de la melanoniquia. En esta última la uña tiene un color negro, mientras que en el hematoma subungueal la uña es en realidad de color normal y el tono negro es visible por transparencia. También debe diferenciarse de otros tipos de hemorragias que aparecen bajo las uñas, entre ellas la hemorragia en astilla que se manifiesta como pequeñas líneas oscuras en una o varias uñas. Cuando las hemorragias en astilla son múltiples y afectan a varios dedos pueden indicar la existencia de endocarditis bacteriana.

## Tratamiento
En muchos casos no provoca síntomas y no es necesario ningún tratamiento, tendiendo a desaparecer espontáneamente en el transcurso de varias semanas. En casos más graves es necesario el drenaje de la sangre. Cuando se debe a traumatismos graves, la hemorragia puede asociarse a otras lesiones como fractura de falange.